# 하타 클럽
하타 클럽(نادي حتا)는 아랍에미리트의 두바이를 연고지로 하는 프로 축구 클럽으로 1981년에 창단되었다. 종합 스포츠 클럽인 하타 스포츠 클럽의 일부이며, 현재 UAE 1부 리그에 참가하고 있다.

## 수상
- UAE 2부 리그
  - 우승 1회: 2015-16

## 선수 명단

### 현역
참고: FIFA 자격 규정에 따라 소속된 국가대표팀 국기를 표시합니다. 선수는 복수의 FIFA 비회원국 국적을 가지고 있을 수 있습니다.
| 번호 | 포지션 | 국적       | 이름              |
| ---- | ------ | ---------- | ----------------- |
| 3    | DF     | 베냉       | 타미모우 우오로우 |
| 33   | MF     | 베네수엘라 | 앙헬 레사마       |

| 번호 | 포지션 | 국적 | 이름 |
| ---- | ------ | ---- | ---- |

## 역대 감독
| 감독            | 임기        |
| --------------- | ----------- |
| 니자르 마흐루스 | 2017 ~ 2018 |